# Bensheim
Bensheim är en stad i Kreis Bergstraße i Regierungsbezirk Darmstadt i förbundslandet Hessen i Tyskland.  Den har cirka 42 000 invånare.

## Vänorter
- Beaune i Frankrike
- Amersham i Förenade konungariket Storbritannien och Nordirland
- Mohács i Ungern
- Riva del Garda i Italien
- Kłodzko i Polen
- Hostinné i Tjeckien

## Bilder

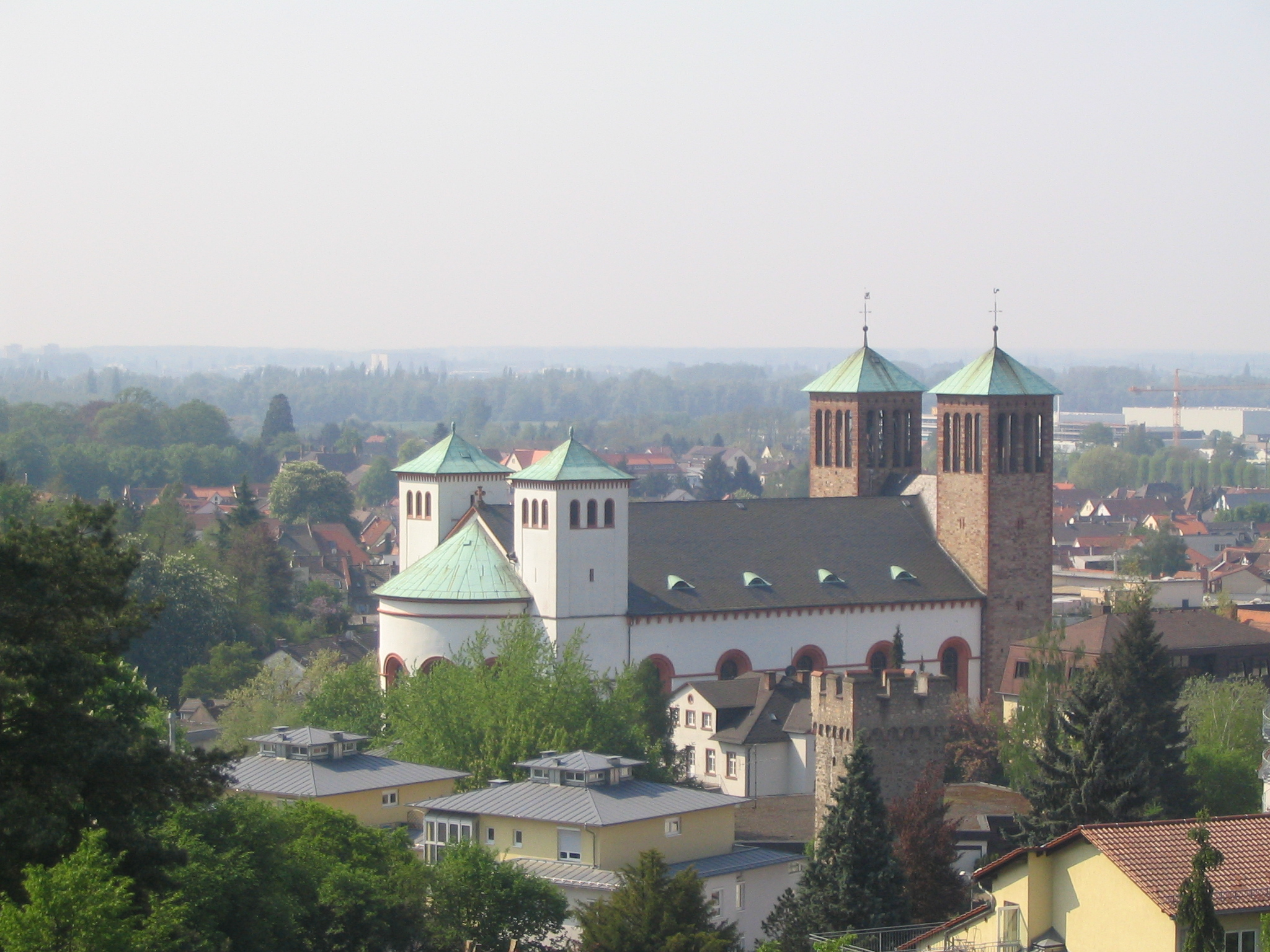
St. Georg
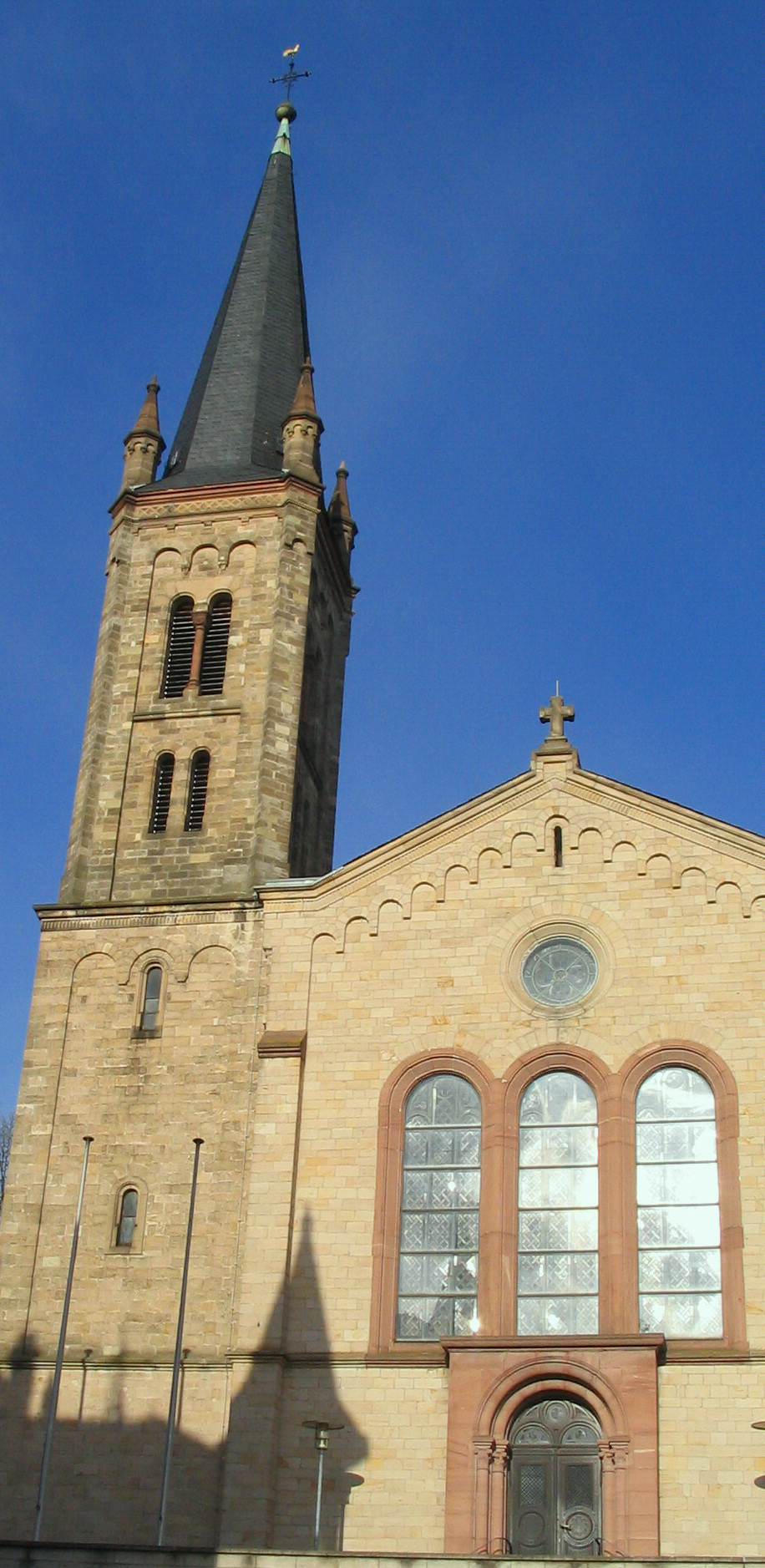
Michael
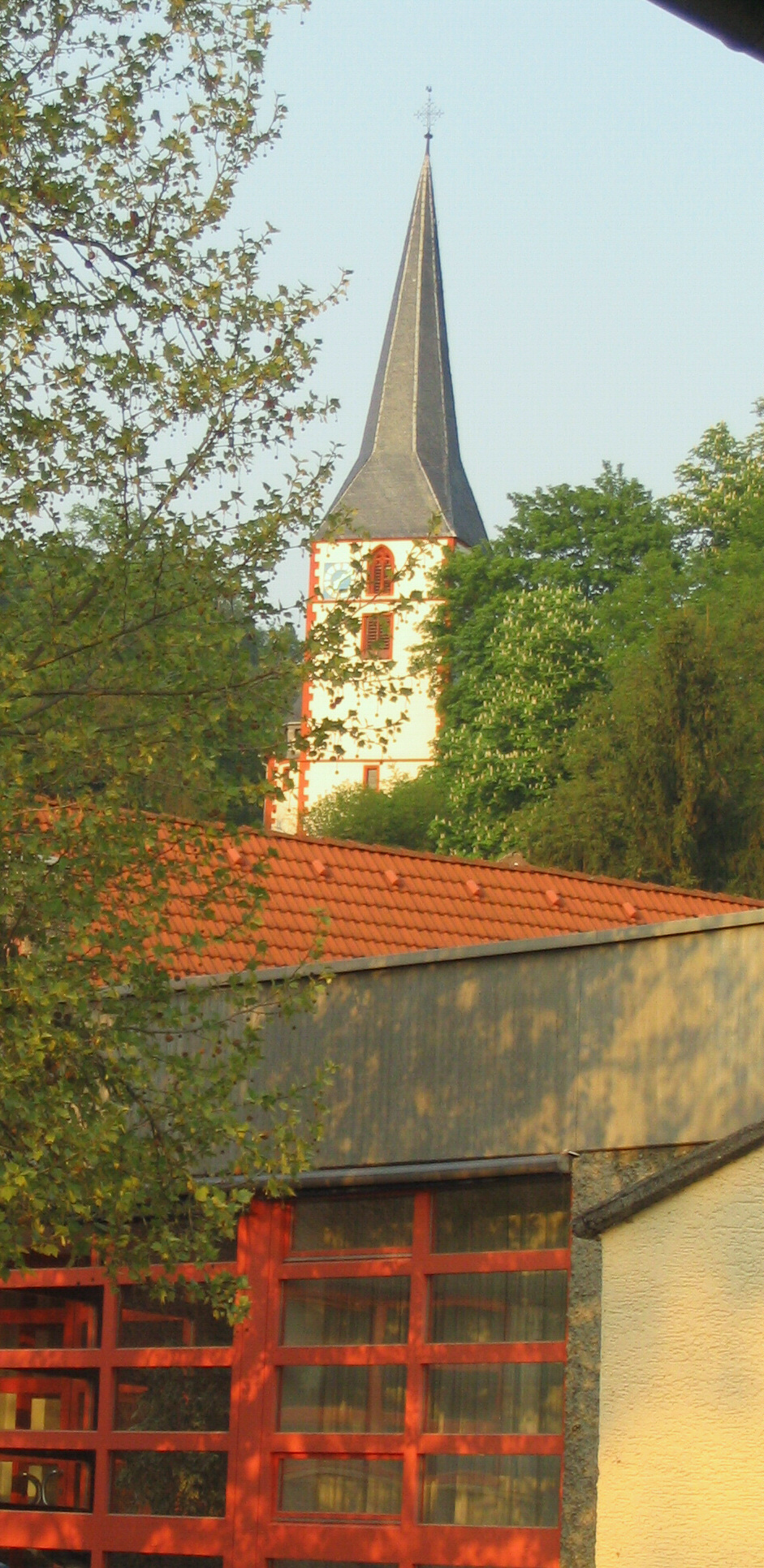
Auerbach